# خط واتفورد دی‌سی
خط واتفورد دی‌سی (به انگلیسی: Watford DC Line) یکی از خطوط راه‌آهن در کشور انگلستان است.
این خط از شهر لندن شروع شده و در شهر واتفورد به پایان می‌رسد.

## نگارخانه

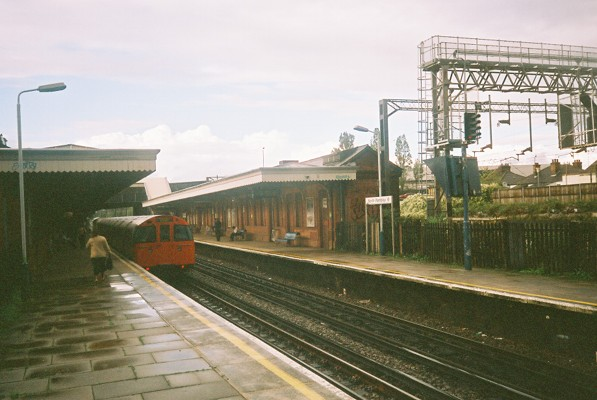
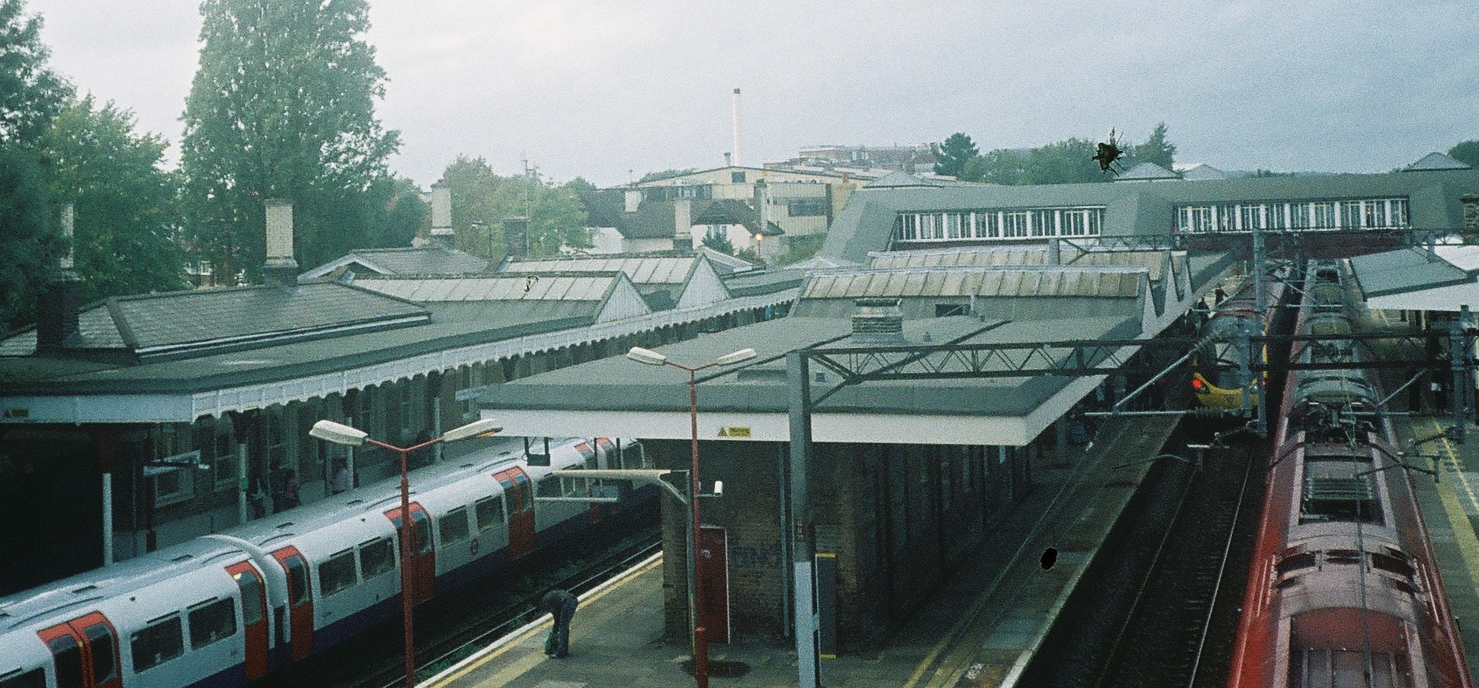
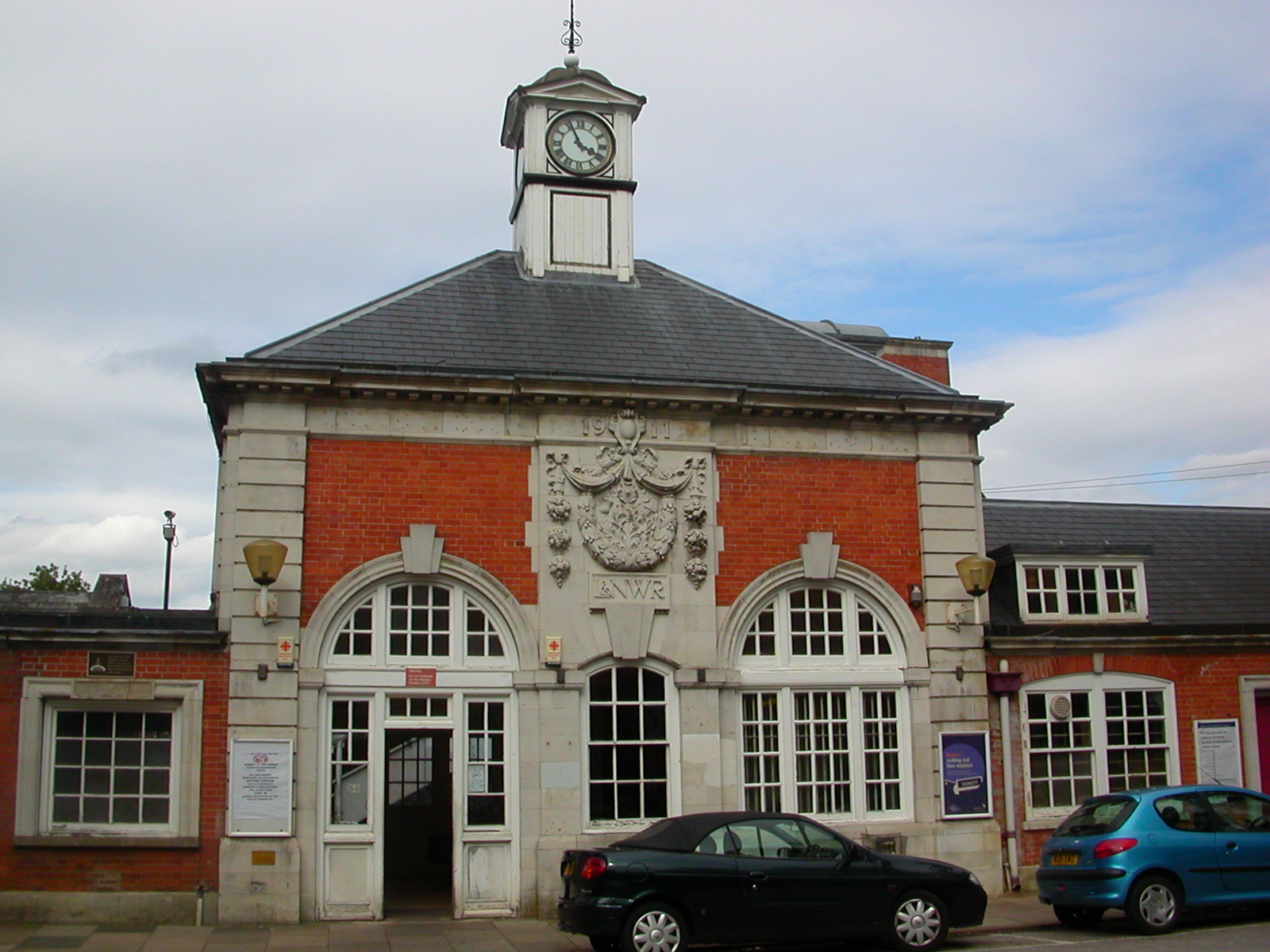
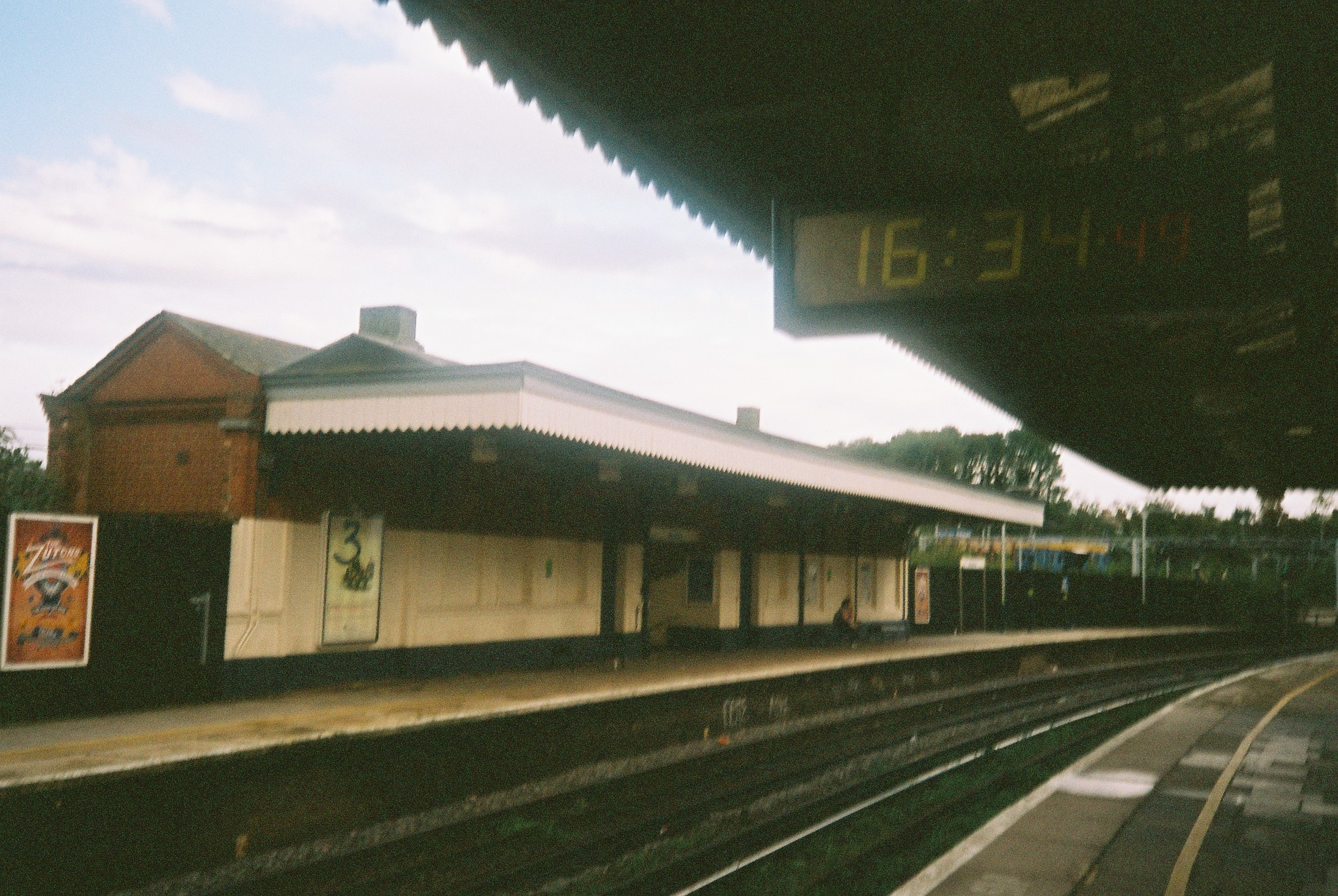